# Cymbidium baoshanense
Cymbidium baoshanense är en orkidéart som beskrevs av Fang Yuan Liu och Holger Perner. Cymbidium baoshanense ingår i släktet Cymbidium, och familjen orkidéer. Inga underarter finns listade i Catalogue of Life.